# Но
Но (на японски: 能) или Ногаку (на японски: 能楽) е японско театрално изкуство, развило се през 14 век. Названието но произлиза от японската дума за „умение“ или „талант“. Повечето персонажи в но – независимо дали мъжки или женски – носят маски.
Една постановка обикновено трае цял ден и се състои от две части; помежду им има и кратка хумористична част, наречена кьоген. Актьорите обикновено се събират само веднъж за репетиция, няколко дни преди постановката. Съставът включва също така оркестър, хор и майстори на но, които помагат на актьорите в самостоятелната им подготовка. Персонажите са обикновени хора, създания с божествен произход, духове или демони.
В зависимост от настроението пиесите могат да са муген (занимаващи се с фантастични създания) или гензай (занимаващи се с обикновени хора), а в зависимост от стила са геки (драматични, базирани около развитието на сюжета) или фурю (танцови, базирани около естетиката на танца и музиката). Пиесата „Окина“ е уникално изключение – тя е смес между танцова постановка и шинтоистки ритуал.
Традиционният репертоар се състои от около 250 постановки. Писането на нови пиеси не се възприема.